# Akiko Ino
Akiko Ino (jap. 井野 亜季子 Ino Akiko; ur. 28 września 1986 r. w Tokio, w Japonii) - siatkarka grająca na pozycji przyjmującej i libero. Od sezonu (2012–2013) będzie bronić barw Azerrail Baku.
Obecnie występuje w drużynie NEC Red Rockets.
W 2010 r. zdobyła brązowy medal Mistrzostw Świata, rozgrywanych w Japonii.

## Sukcesy
- 2010 –  Mistrzostwa Świata

## Kariera
- Hitachi Rivale (2005–2007)
- RC Cannes(2007–2009)
- NEC Red Rockets (2009–2012)
- Azerrail Baku (2012–2013)